# Syðradalur (Kalsoy)
Syðradalur (dánul: Sydredal) település Feröer Kalsoy nevű szigetén. Közigazgatásilag Húsar községhez tartozik.

## Földrajz

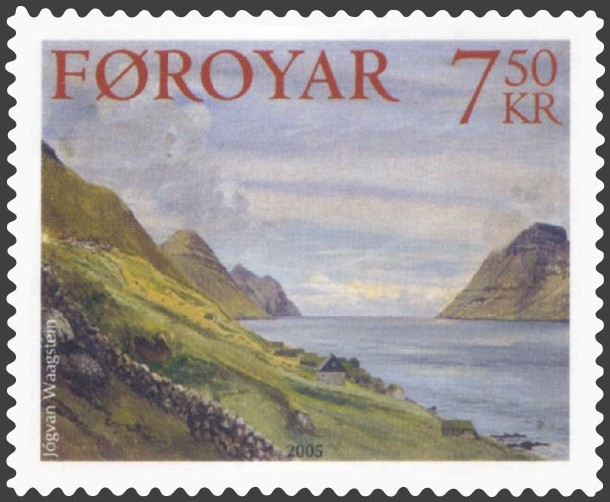
Syðradalur

A falu a sziget keleti partjának déli részén fekszik, annak legdélebbi települése. Két magas hegy emelkedik fölötte, a Botnstindur és a Gríslatindur, a kettő között pedig a Botnur nevű völgy húzódik, amelyben egy patak folyik.

## Történelem
A települést 1812-ben alapították Blankskáli egykori lakói. Azért hagyták el korábbi otthonukat, mert egy földcsuszamlás sújtotta a falut, és biztosabb helyet kerestek. Syðradalur egyébként már a 17. században is lakott volt, de azt nem tudni, miért néptelenedett el később.

## Népesség
| Év              | Lakosság |
| --------------- | -------- |
| 1986. január 1. | 12       |
| 1991. január 1. | 8        |
| 1996. január 1. | 8        |
| 2001. január 1. | 14       |
| 2006. január 1. | 7        |

## Közlekedés
Syðradalurt naponta többször közlekedő komp köti össze Klaksvíkkal, a sziget többi települése pedig az 506-os autóbusszal érhető el összesen négy alagúton keresztül.

### Külső hivatkozások
- faroeislands.dk – fényképek és leírás (angol)
- Pictures from Syðradalur[halott link], Faroestamps.fo (angol)
- Panorámakép a domboldalból[halott link] (dán)
- Húsar, fallingrain.com (angol)